# 함경북도지사
함경북도지사(咸鏡北道知事)는 이북5도 가운데 하나인 함경북도의 행정사무를 관장하는 단체장이자 차관급 고위공무원이다. 이북5도는 대한민국의 실효 지배 구역이 아니기 때문에 다른 광역자치단체장과 달리 대한민국 국민의 직접 선거로 선출되지 않으며, 대통령이 임명 권한을 갖는다. 행정자치부 산하 이북5도위원회가 해당 사무를 관할한다.

## 역대 도지사

### 일제강점기
| 호적   | 이름              | 한자 표기   | 취임             | 퇴임             | 비고                              |
| ------ | ----------------- | ----------- | ---------------- | ---------------- | --------------------------------- |
| 내지인 | 다케이 도모사다   | 武井 友貞   | 1910년 10월 1일  | 1913년 2월 14일  | 함경북도 장관                     |
| 내지인 | 호아시 준조       | 帆足 準三   | 1913년 2월 14일  | 1913년 10월 3일  | 함경북도 장관, 사망               |
| 내지인 | 구와하라 야쓰시   | 桑原 八司   | 1913년 11월 4일  | 1918년 9월 23일  | 함경북도 장관                     |
| 내지인 | 간바야시 게이지로 | 上林 敬次郎 | 1918년 9월 23일  | 1921년 8월 5일   | 장관, 1919년 8월부터 함경북도지사 |
| 내지인 | 사이토 레이조     | 斉藤 礼三   | 1921년 8월 5일   | 1923년 2월 24일  |                                   |
| 내지인 | 나카노 다사부로   | 中野 太三郎 | 1923년 2월 24일  | 1926년 8월 14일  |                                   |
| 조선인 | 박영철            | 朴榮喆      | 1926년 8월 14일  | 1927년 5월 18일  |                                   |
| 조선인 | 박상준            | 朴相駿      | 1927년 5월 18일  | 1928년 3월 29일  |                                   |
| 내지인 | 아다치 후사지로   | 安達 房治郎 | 1928년 3월 30일  | 1929년 11월 28일 |                                   |
| 내지인 | 후루와시 다쿠시로 | 古橋 卓四郎 | 1929년 11월 28일 | 1931년 9월 23일  |                                   |
| 내지인 | 안도 게사이치     | 安藤 袈裟一 | 1931년 9월 23일  | 1931년 9월 29일  |                                   |
| 내지인 | 도미나가 후미카즈 | 富永 文一   | 1931년 10월 7일  | 1934년 11월 5일  |                                   |
| 내지인 | 다케우치 다케로   | 竹内 健郎   | 1934년 11월 5일  | 1936년 7월 30일  |                                   |
| 내지인 | 고지마 다카노부   | 児島 高信   | 1936년 7월 30일  | 1940년 3월 9일   |                                   |
| 내지인 | 오노 겐이치       | 大野 謙一   | 1940년 3월 9일   | 1942년 10월 23일 |                                   |
| 내지인 | 후루카와 가네히데 | 古川 兼秀   | 1942년 10월 23일 | 1945년 6월 26일  |                                   |
| 내지인 | 와타나베 리쓰로   | 渡部 肆郎   | 1945년 6월 26일  | 1945년 8월 15일  | 광복                              |

### 광복 이후 (대한민국 정부)
| 대수 | 이름   | 임기 시작        | 임기 종료        | 비고 |
| ---- | ------ | ---------------- | ---------------- | ---- |
| 1    | 서상용 | 1949년 2월       | 1960년 1월       |      |
| 2    | 심상열 | 1960년 1월       | 1962년 4월       |      |
| 3    | 최병협 | 1962년 4월       | 1966년 9월       |      |
| 4    | 강측모 | 1966년 9월       | 1980년 9월       |      |
| 5    | 김동석 | 1980년 9월       | 1985년 8월       |      |
| 6    | 고황   | 1985년 8월       | 1988년 6월       |      |
| 7    | 지창훈 | 1988년 7월       | 1993년 3월       |      |
| 8    | 최영   | 1993년 3월       | 1995년 9월       |      |
| 9    | 차상필 | 1995년 9월       | 1997년 11월      |      |
| 10   | 조철화 | 1997년 12월      | 1999년 7월       |      |
| 11   | 남성관 | 1999년 7월       | 2003년 5월       |      |
| 12   | 오무영 | 2003년 5월       | 2006년 6월       |      |
| 13   | 신효헌 | 2006년 6월       | 2009년 11월 16일 |      |
| 14   | 김동명 | 2009년 11월 17일 | 2013년 9월 16일  |      |
| 15   | 박기정 | 2013년 9월 17일  | 2016년 9월 27일  |      |
| 16   | 안충준 | 2016년 9월 28일  | 2019년 8월       |      |
| 17   | 김재홍 | 2019년 8월       | 2022년 7월       |      |
| 18   | 이훈   | 2022년 7월       | 2024년 8월 2일   |      |
| 19   | 지성호 | 2024년 8월 2일   |                  | 현직 |